# Amathillopsis spinigera
Amathillopsis spinigera is een vlokreeftensoort uit de familie van de Amathillopsidae. De wetenschappelijke naam van de soort is voor het eerst geldig gepubliceerd in 1875 door Heller.